# Mandschurischer Pfeifhase
Der Mandschurische Pfeifhase (Ochotona mantchurica) ist eine Säugetierart aus der Familie der Pfeifhasen (Ochotonidae) innerhalb der Hasenartigen (Lagomorpha). Ihr Verbreitungsgebiet befindet sich im Bereich des Hinggan-Gebirges im Nordosten der Inneren Mongolei und dem Norden der Provinz Heilongjiang in der Volksrepublik China sowie im Bereich der Flüsse Shilka und Argun im südöstlichen Transbaikalien in Russland.

## Merkmale
Der Mandschurische Pfeifhase ist ein mittelgroßer Pfeifhase mit einer Körperlänge von 14 bis 22 Zentimetern bei einem Gewicht von 110 bis 160 Gramm. Die Hinterfußlänge beträgt 22 bis 32 Millimeter. Die Rückenfärbung ist ockerfarben bis rötlich braun mit einem dunkleren Rückenstreifen. Bei einigen Populationen ist das Fell mit schwarzen Haarspitzen durchsetzt. Auch das Bauchfell ist ockerfarben. Das Winterfell ist gräulich braun mit einer sandfarbenen oder heller ockerfarbenen Bauchseite. Die Haare im Bereich der Nackendrüse bilden einen dunkleren Fleck. Die Ohren sind gerundet und besitzen eine weiße Randung, sie erreichen eine Länge von 17 bis 26 Millimetern.
Der Schädel ist mittelgroß mit einer Länge von 37 bis 46, einer Breite von 19 bis 23 und einer Höhe von 13 bis 16 Millimetern. Er ist abgestumpft und das Schneidezahnfenster und das Gaumenfenster sind voneinander getrennt. Verglichen mit dem Schädel des Nördlichen Pfeifhasen (Ochotona hyperborea) ist der Unterkiefer beim Mandschurischen Pfeifhasen höher.

## Verbreitung
Der Mandschurische Pfeifhase lebt in drei Unterarten und mehreren Populationen im Bereich des Hinggan-Gebirges: Im Nordosten der Inneren Mongolei und dem Norden der Provinz Heilongjiang in der Volksrepublik China, sowie im Bereich der Unterläufe der Flüsse Shilka und Argun und im südöstlichen Transbaikalien in Russland.

## Lebensweise
Der Lebensraum des Mandschurischen Pfeifhasen ist geprägt von steinigen und vegetationsarmen Felsen in Höhen von 400 bis 1300 Metern im Umfeld von Trockensteppen oder Laub- und Nadelwaldgebieten der Taiga und Gebirgstundra. Er ist ein typischer Bewohner dieser felsreichen Regionen und lebt vor allem in Felsspalten und -höhlungen. Die Tiere sind tagaktiv, vermeiden jedoch die starke Sonnenstrahlung der Mittagszeit und Zeiten mit starken Winden. Sie ernähren sich von grünen Pflanzenteilen und sammeln diese ab Juli, um daraus Ballen zu bilden und sie in Felsspalten oder unter Steinen trocknen zu lassen. Außerhalb ihrer Verstecke bewegen sich die Tiere laufend und springend vorwärts, dabei hinterlassen sie erkennbare Strecken, Bereiche mit Kotpillen (Latrinen) und Reste alter Heuballen. Die Aktivität außerhalb der Verstecke und auch die Kommunikation der Tiere untereinander durch Pfiffe ist seltener als die des Nördlichen Pfeifhasen. Im Winter verlassen die Tiere ihre Baue fast nie und bewegen sich in Tunneln im Schnee vorwärts.
Die Fortpflanzungszeit der Tiere beginnt im Mai und trächtige Weibchen finden sich im Juni und Juli und wahrscheinlich werfen die Tiere nur einmal pro Jahr. Sie bauen ihre Nester unter Steinen und gebären zwei bis sechs Jungtiere pro Wurf.

## Systematik
Der Mandschurische Pfeifhase wird als eigenständige Art den Pfeifhasen (Gattung Ochotona) und der Untergattung Ochotona zugeordnet. Die wissenschaftliche Erstbeschreibung der Art stammt von Oldfield Thomas aus dem Jahr 1913, der sie als Unterart Ochotona (Pika) hyperborea mantchurica aus dem Bereich des Hinggan-Gebirges (Khinghan) beschrieb, in den die Transsibirische Eisenbahn in das Gebirge eintritt, und damit dem Nördlichen Pfeifhasen (Ochotona hyperborea) zuordnete. Er wurde danach lange Zeit als Unterart des Nördlichen Pfeifhasen betrachtet und teilweise auch dem Altai-Pfeifhasen (Ochotona alpina) zugeordnet, 2013 jedoch von Andrei Alexandrowitsch Lissowski gemeinsam mit dem Koreanischen Pfeifhase (Ochotona coreana) aufgrund molekularbiologischer Daten der mitochondrialen DNA in dessen Revision der Pfeifhasensystematik sowie in dessen Aufarbeitung im Handbook of the Mammals of the World von 2016 als eigenständige Art betrachtet. Er ist nahe verwandt mit dem Nördlichen Pfeifhasen sowie dem Hoffmann-Pfeifhase (Ochotona hoffmanni), die drei Arten werden als Allospezies verstanden.
Gemeinsam mit der Nominatform werden drei Unterarten unterschieden:
- Ochotona mantchurica mantchurica Thomas, 1909: Nominatform; im Hauptmassiv des Hinggan-Gebirges und dem nördlichen Teil des Kleinen Hinggan-Gebirges im Nordosten der Inneren Mongolei und dem Norden der Provinz Heilongjiang.
- Ochotona mantchurica scorodumovi Skalon, 1934: im Bereich der Unterläufe der Flüsse Shilka und Argun im südöstlichen Transbaikalien.
- Ochotona mantchurica loukashkini Lissowski, 2015: südlichen Teil des Kleinen Hinggan-Gebirges

## Gefährdung und Schutz
Die Art wird von der International Union for Conservation of Nature and Natural Resources (IUCN) wird aufgrund des regelmäßigen und häufigen Vorkommens in seinem Lebensraum als nicht gefährdet („least concern“) eingeordnet. Es liegen keine Daten zu den Beständen der Art vor, bestandsgefährdende Risiken sind nicht vorhanden.

## Belege
1. 1 2 3 4 5 6 7 8 9 10  A.A. Lissovsky: Manchurian Pika - Ochotona mantchurica. In: Don E. Wilson, T.E. Lacher, Jr., Russell A. Mittermeier (Herausgeber): Handbook of the Mammals of the World: Lagomorphs and Rodents 1. (HMW, Band 6), Lynx Edicions, Barcelona 2016; S. 51–52. ISBN 978-84-941892-3-4.
2. 1 2  Ochotona mantchurica in der Roten Liste gefährdeter Arten der IUCN 2017-3. Eingestellt von: Andrew T. Smith, A. Lissovsky, 2016. Abgerufen am 7. April 2018.
3. ↑  Don E. Wilson & DeeAnn M. Reeder (Hrsg.): Ochotona (Pika) hyperborea mantchurica in Mammal Species of the World. A Taxonomic and Geographic Reference (3rd ed).
4. ↑  Andrey A. Lissovsky: Taxonomic revision of pikas Ochotona (Lagomorpha, Mammalia) at the species level. Mammalia 78 (2), 2013; S. 199–216. doi:10.1515/mammalia-2012-0134